# Phyllocara
Phyllocara, monotipski rod  iz porodice boražinovki. Jeidna vrsta je P. aucheri, jednoghodišnja raslinja suptropskog bioma, raširena od istočnog Sredpozemlja do zapadnog Irana na istok i Kavkaza na sjever.
Vrsta je prvi puta opisana 1846. kao predstavnik roda Anchusa, iz kojeg je nakon istraživanja izdvojena.

## Sinonimi
- Anchusa aucheri A.DC. in A.P.de Candolle, Prodr. 10: 49 (1846)
- Anchusa hyalotricha Boiss. in Pl. Orient. Nov. 2: 9 (1875)